# Parahydrophis mertoni
Parahydrophis mertoni är en ormart som beskrevs av Roux 1910. Parahydrophis mertoni är ensam i släktet Parahydrophis som ingår i familjen giftsnokar och i underfamiljen havsormar. IUCN kategoriserar arten globalt som otillräckligt studerad. Inga underarter finns listade i Catalogue of Life.
Arten blir upp till 50 cm lång. Den jagar mindre fiskar. Honor lägger inga ägg utan föder levande ungar.
Parahydrophis mertoni förekommer nära kusten vid norra Australien, Aruöarna och kanske vid södra Nya Guinea. Den vistas gärna i mangrove och tidvattenzonen.